# Марк Гелер
Марк Гелер (на английски: Mark Geller) е американски класически филолог, занимаващ се с асирология и древна хебраистика, професор.

## Биография
Роден е през 1949 г. в Корпус Кристи, Тексас, САЩ, в еврейско семейство на преселници от Европа. През 1970 г. завършва бакалавърска степен по класически езици в Принстън, а две години по-късно завършва магистратура по семитски езици, която прераства в докторат, защитен през 1974 г. в университета Брандейс, Масачузетс. След това е преподавател в департамента по хебраистика в Университетски колеж Лондон. През 1983 г. е директор на основания от него Институт за изследвания по хебраистика, а от 1983 до 1994 г. работи и като директор на департамента по хебраистика. През 1991 г. получава званието професор, а от 2000 до 2018 г. е гост професор в Свободния университет в Берлин.
Марк Гелер е Хумболтов стипендиант и гост професор в Института „Макс Планк“. През 2008 г. става член на екипа на Exelence Cluster TOPOI, създаден по съвместен проект на Свободния университет в Берлин и академия „Макс Планк“ с цел изследването на човешкото познание от дълбока древност до късното Средновековие.
Марк Гелер е един от най-големите специалисти по клинопис и по културата на Асирия и Вавилон. Научните му интереси и постижения са свързани с развитието на познанието в Древния свят, връзката между магията и науката, трансфера на познанието от Близкия Изток към Древна Гърция и Древен Рим, а оттам и в славянския свят. Той е автор на девет монографии и на 131 научни статии или глави от книги. Броят на написаните от него рецензии е 56.
На 17 декември 2019 г. е удостоен със званието „Доктор хонорис кауза“ на Софийския университет и Почетен знак със синя лента.